# Det bästa från Idol 2006
Det bästa från Idol 2006 är ett samlingsalbum med artisterna från TV4:s program Idol 2006. Samlingen släpptes den 16 november 2006 och består av coverversioner som idolerna tidigare framfört under veckofinalerna.

## Spår
| Nr | Artist             | Låttitel               | Originalartist     |
| -- | ------------------ | ---------------------- | ------------------ |
| 1  | Erik Segerstedt    | I Don't Wanna Be       | Gavin Degraw       |
| 2  | Felicia Brandström | Put Your Records On    | Corinne Bailey Rae |
| 3  | Markus Fagervall   | She Will Be Loved      | Maroon 5           |
| 4  | Jessica Myrberg    | I Love Rock 'n' Roll   | Joan Jett          |
| 5  | Johan Larsson      | Real To Me             | Brian McFadden     |
| 6  | Sara Burnett       | Forever Young          | Alphaville         |
| 7  | Natalie Kadric     | Ain't No Other Man     | Christina Aguilera |
| 8  | Danny Saucedo      | Öppna din dörr         | Tommy Nilsson      |
| 9  | Linda Seppänen     | Sunday Morning         | No Doubt           |
| 10 | Jonas Snäckmark    | Here Without You       | 3 Doors Down       |
| 11 | Cissi Ramsby       | Not Ready To Make Nice | Dixie Chicks       |
| 12 | Idol 2006 Allstars | The Final Countdown    | Europe             |

## Singlar
| Datum       | Artist           | Titel             | Hitlistan       |
| ----------- | ---------------- | ----------------- | --------------- |
| 27 november | Danny Saucedo    | Öppna din dörr    | 24, 26, 48 (3v) |
| 27 november | Erik Segerstedt  | I Don't Wanna Be  | 36, 30, 41 (3v) |
| 27 november | Markus Fagervall | She Will Be Loved | 47, 36, 58 (3v) |